# Deutschlandtreffen der Schlesier
Das Deutschlandtreffen der Schlesier ist ein seit 1950, seit 1953 alle zwei Jahre stattfindendes Zusammentreffen der Landsmannschaft Schlesien, zu dem in den 1950er Jahren noch mehrere hunderttausend, zu Beginn des 21. Jahrhunderts noch regelmäßig mehrere zehntausend Besucher kamen. Zum Treffen 2019 wurden noch 6000 Besucher erwartet.
Wesentliche Bestandteile waren bis 2019 der Volkstumsabend, das „Schlesische Dorf“ sowie die Messe und Hauptkundgebung. Anschließend fanden in den Messehallen nach Heimatkreisen und Heimatorten gegliederte Treffen statt. Während der COVID-19-Pandemie wurde 2021 das Deutschlandtreffen erstmals als digitale Veranstaltung durchgeführt.

## Veranstaltungsorte und Leitsätze der Deutschlandtreffen der Schlesier
- 1950 Köln „Schlesien meldet sich zu Wort“
- 1951 München „Schlesien, eine gesamtdeutsche Verpflichtung“
- 1952 Hannover „Schlesien appelliert an die Welt“
- 1953 Köln „Jugend fordert Schlesien für Europa“
- 1955 Hannover „Wir fordern unsere Heimat“
- 1957 Stuttgart „Schlesien lebt“
- 1959 Köln „Freiheit für Schlesien“
- 1961 Hannover „Freiheit für Schlesien“
- 1963 Köln „Bekenntnis zu Schlesien“
- 1965 Hannover „Deutschlands Osten“
- 1967 München „Mit Schlesien für Deutschland und Europa“
- 1969 Hannover „Recht für Schlesien“
- 1971 München „Heimat in Freiheit“
- 1973 Essen „Heimat Schlesien – Vaterland Deutschland“
- 1975 Essen „Mit Schlesien für Deutschland“
- 1977 Essen „Für Heimat und Vaterland“
- 1979 Hannover „Freiheit und Recht für Schlesien“
- 1981 Hannover  „Schlesien, Deutschland, Europa – in Freiheit“
- 1983 Hannover „Heimat Schlesien – Vaterland Deutschland“
- 1985 Hannover „40 Jahre Vertreibung – Schlesien bleibt unsere Zukunft – im Europa freier Völker“
- 1987 Hannover „Mit uns für Schlesiens Zukunft“
- 1989 Hannover „Für unser Schlesien“
- 1991 Nürnberg „Schlesien bleibt unser Auftrag“
- 1993 Nürnberg „Unsere Heimat heißt Schlesien“
- 1995 Nürnberg „In Verantwortung für Schlesien“
- 1997 Nürnberg „Schlesien – Erbe und Auftrag“
- 1999 Nürnberg „Bekenntnis zu Schlesien“
- 2001 Nürnberg „Schlesien im Europa der Zukunft“
- 2003 Nürnberg „Schlesien – Heimat ist Menschenrecht“
- 2005 Nürnberg „Heimat Schlesien in Europa“
- 2007 Hannover „Schlesien verpflichtet“
- 2009 Hannover „Schlesien – Heimat und Zukunft“
- 2011 Hannover „Für Schlesiens Zukunft“
- 2013 Hannover „Zukunft braucht Heimat“
- 2015 Hannover „Gemeinsam für Schlesien“[3]
- 2017 Hannover „Schlesien begeistert!“[4]
- 2019 Hannover „Wir sind Schlesien“[5]
- 2021 Hannover „Schlesien verbindet“ als digitales Treffen[6][7][8]
- 2023 Hannover „Schlesien neu entdecken“ (9.–11. Juni 2023)[9]
- 2025 Hannover „Schlesien.Gemeinsam.Zukunft.“ (6.–8. Juni 2025)